# Parlay
Parlay es una API abierta de servicios para redes telefónica (fijas y móviles).

## Introducción a Parlay
El grupo Parlay es un consorcio industrial y tecnológico (fundado en 1998) que se dedica a especificar APIs para redes telefónicas. Estas APIs facilitan la creación de servicios por parte de organizaciones tanto de dentro como de fuera del entorno de los operadores tradicionales. De hecho, se espera que los servicios puedan ser creados por los desarrolladores del sector de las TI, en lugar de expertos en telefonía.
Las APIs más importantes de Parlay incluyen: control de llamadas, conferencias, interacción con el usuario (mensajes de texto y audio) y facturación. Las APIs están especificadas en CORBA IDL y WSDL. El uso de CORBA facilita el acceso remoto entre pasarelas (gateways) Parlay y la lógica de aplicación. Un conjunto de mapeos Java permiten que las APIs sean invocados de forma local también. El objetivo principal de las APIs es que sean independientes de la tecnología de red telefónica (por ejemplo CDMA frente a GSM o línea terrestre SS7).
En 2003 el grupo Parlay publicó un nuevo conjunto de definiciones de Servicios Web llamado Parlay X. Este es un conjunto mucho más simple de APIs con las que se espera que sean usadas por una comunidad de desarrolladores más grande. Los servicios web de Parlay X incluyen el control de llamadas con Terceros (3PPC), Localización y Micro-pagos. La especificación Parlay X es un complemento a las APIs de Parlay, que son más complejas aunque más potentes. Desde septiembre de 2004 ya hay implementaciones de Parlay X en servicio de BT y Sprint.
El trabajo de Parlay deriva históricamente del esfuerzo de TINA. Parlay tiene cierta relación con JAIN, y actualmente (desde principios de 2003) está completamente desligada de la Comunidad de Creación de Servicios.
El grupo Parlay trabaja estrechamente con ETSI y 3GPP, la especificación de Parlay está co-publicada por estas tres organizaciones. Dentro de 3GPP Parlay forma parte de la Arquitectura de Servicios Abiertos, de tal forma que se suele usar el término OSA/Parlay.

## La Tecnología Parlay
El objetivo de Parlay/OSA es ofrecer una API que sea independiente de la tecnología de red subyacente y la tecnología de programación usada para crear nuevos servicios. Como resultado, las APIs Parlay/OSA están especificadas en UML. Hay por tanto, un conjunto de particularizaciones, o mappings, para entornos específicos de programación:
- CORBA/IDL
- Java
- WSDL

### Marco de trabajo de Parlay
Es importante para un operador de telecomunicaciones saber que cualquier aplicación que use la API de Parlay no pueda afectar a la seguridad o integridad de la red.
La misión del marco de trabajo de Parlay/OSA es ofrecer a la red una manera de autenticar aplicaciones utilizando la API Parlay/OSA. El marco de trabajo también permite a las aplicaciones descubrir capacidades de red, y provee funcionalidades de gestión para el tratamiento de fallos y situaciones de sobrecarga. 

### APIs Parlay
Las APIs Parlay de servicios sirven para que las aplicaciones puedan realizar llamadas telefónicas, consultar la localización de una persona (o terminal) o cobrar la descarga de un tono de llamada.
A día de hoy es una tecnología que ha sido abandonada por todos los fabricantes y operadores.

### Implementaciones de Parlay
La especificación de Parlay/OSA defienen una API, pero no dicen cómo la API estará implementada. 
La implementación típica de Parlay/OSA añade un nuevo elemento de red, la pasarela (gateway) Parlay/OSA. La pasarela implementa el marco de trabajo. Puede implementar la API de un servicio individual, o puede interactuar con otros elementos de red tales como conmutadores para ofrecer capacidades de un servicio individual tales como control de llamadas o localización. Algunos fabricantes tratan a la pasarela Parlay/OSA como un elemento de red independiente (p.e. Ericsson NGR), otros incluyen esta función en un punto de control de servicio de una red inteligente (p.e. Telecordia OSP).
- Datos: Q645946